# Keresztény Tamás
Keresztény Tamás (Pécs, 1987 –) magyar színész.

## Életpályája
Édesapja Keresztény Béla, énekes-gitáros. A helyi I. Gyakorló Általános Iskolában, majd a Janus Pannonius Gimnáziumban tanult. Itt érettségizett 2005-ben. Egy évig a Bárka Színház stúdiósa volt. 2007-2012 között a Kaposvári Egyetem színművész szakos hallgatója volt. 2012-től szabadúszóként dolgozik, mellette zenéléssel is foglalkozik. 2020-tól a Pesti Magyar Színház tagja.

## Fontosabb színházi szerepei
- Alfonso Paso: HAZUDJ INKÁBB, KEDVESEM! (Rendőr) – 2016/2017
- Friedrich Dürrenmatt: A NAGY ROMULUS (Aemilianus, római patrícius) – 2015/2016
- Markó Róbert – Tengely Gábor: A CSÚNYA KACSA – 2015/2016
- Rejtő Jenő – Kárpáti Péter: AZ ÖLDÖKLŐ TEJCSARNOK (Szereplő) (zene) – 2015/2016
- Ken Kesey: SZÁLL A KAKUKK FÉSZKÉRE (Cheswick, Scanlon) – 2015/2016
- James Rado – Gerome Ragni – McDermot: HAIR (Szereplő) – 2014/2015
- Anton Pavlovics Csehov: HÁROM NŐVÉR  2014/2015
- Pilinszky János: „URBI ET ORBI" A TESTI SZENVEDÉSRŐL (Kardinális, Kardinális) – 2013/2014
- Kárpáti Péter: HUNGARI (Szereplő, Szereplő) – 2013/2014
- Paul Foster: I. ERZSÉBET (2013/2014
- Pierre Barillet – Jean Pierre Grédy – Nádas Gábor – Szenes Iván: A KAKTUSZ VIRÁGA (zenész) – 2013/2014
- Felhőfi Kiss László: III/II-ES RICHARD, AVAGY HÚS ÉS HENTESÁRU (Szereplő) – 2012/2013
- KOTTAVETŐ, AVAGY FEJJEL A HANGFALNAK (Szereplő, Szereplő) – 2012/2013
- BLUE HOTEL (Szereplő, Szereplő) – 2012/2013
- A DOHÁNY UTCAI SERIFF (Szereplő) – 2012/2013
- Tamási Zoltán: A BAGOLY (Szereplő) – 2012/2013
- Csiky Gergely: BUBORÉKOK (Béla, országgyűlési képviselő – gyermekeik) – 2011/2012
- Réczei Tamás: AMAZONOK (ÉRZELMES ZAKATOLÁS) (Szereplő) – 2011/2012
- Galambos Attila – Szemenyei János – Réczei Tamás: WINNETOU (Samuel Teleki) – 2011/2012
- Békés Pál: A KÉTBALKEZES VARÁZSLÓ (Nagy Kulcsmásoló) – 2011/2012
- Lehár Ferenc: A VÍG ÖZVEGY (Kromov, Prisics) – 2011/2012
- OTTMARADTAK – ROMANTIKUS FANTASY OPERA (Szereplő) – 2008/2009

## Filmográfia
- Made in Hungária (2009)
- Szép magyar szó-kép-tár (2010)
- Világjobbítók (2011)
- Társas játék (2011)
- Nofilter (2019)
- A Király (2022)
- …a szomszéd tehene (2024)

## Díjai és kitüntetései
- Főnix-díj (2022, 2023)[8]